# Klassisk logik
Inom den klassiska logiken utgår man från att alla påståenden antingen är sanna eller falska. Det får som konsekvens att givet ett påstående P är utsagan P eller icke P en tautologi, det vill säga, alltid sann oberoende av vad påståendet P är, till exempel "Antingen regnar det eller så regnar det inte". Påståendet P eller icke P brukar kallas lagen om det uteslutna tredje.
Som exempel på icke-klassisk logik kan nämnas intuitionistisk logik.